# Liste der Monuments historiques in Plémet
Die Liste der Monuments historiques in Plémet führt die Monuments historiques in der französischen Gemeinde Plémet auf.

## Liste der Bauwerke

### La Ferrière
| Bezeichnung                         | Beschreibung              | Standort | Kennzeichnung | Schutzstatus | Datum | Bild           |
| ----------------------------------- | ------------------------- | -------- | ------------- | ------------ | ----- | -------------- |
| Kirche Notre-Dame mit Marienfenster | Erbaut im 14. Jahrhundert | (Lage)   | PA22000024    | Inscrit      | 2007  | weitere Bilder |
| Kreuz                               | 15. Jahrhundert           | (Lage)   | PA00089150    | Inscrit      | 1925  | weitere Bilder |

### Plémet
| Bezeichnung                                                                                  | Beschreibung    | Standort             | Kennzeichnung | Schutzstatus | Datum | Bild           |
| -------------------------------------------------------------------------------------------- | --------------- | -------------------- | ------------- | ------------ | ----- | -------------- |
| Wegekreuz                                                                                    | 17. Jahrhundert | La Fourchette (Lage) | PA00089410    | Inscrit      | 1927  | weitere Bilder |
| Wegekreuz La Pierre Longue                                                                   | 18. Jahrhundert | (Lage)               | PA00089409    | Inscrit      | 1927  |                |
| Kreuz                                                                                        | 18. Jahrhundert | (Lage)               | PA00089408    | Inscrit      | 1927  |                |
| Kapelle St-Lubin und Calvaire, mit Kreuzigungsfenster und Fenster Leben Johannes des Täufers |                 | (Lage)               | PA00089407    | Inscrit      | 1925  | weitere Bilder |

## Liste der Objekte

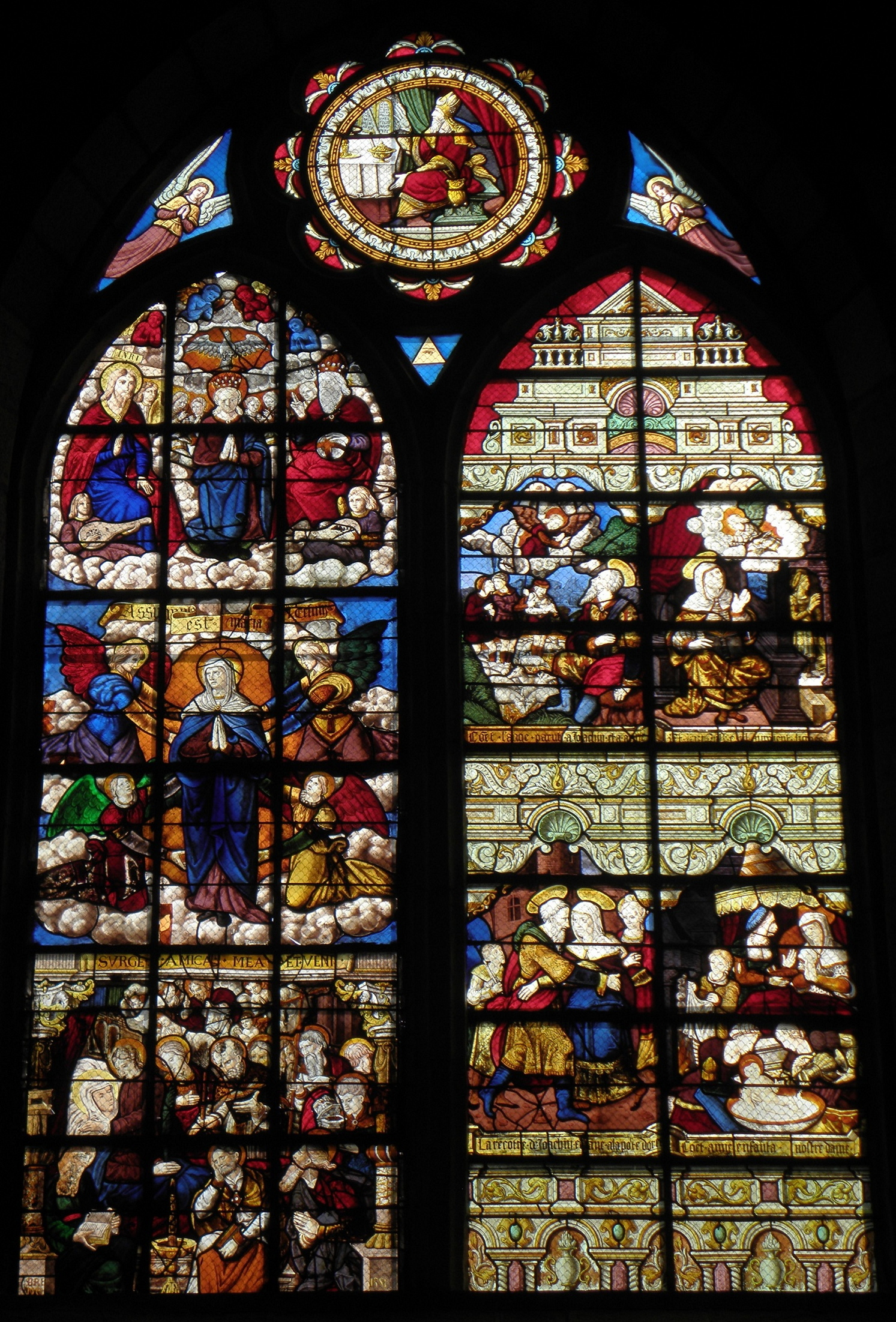
Marienfenster in der Kirche Notre-Dame

- Monuments historiques (Objekte) in La Ferrière (Côtes-d’Armor) in der Base Palissy des französischen Kultusministeriums
- Monuments historiques (Objekte) in Plémet in der Base Palissy des französischen Kultusministeriums